# Hama (nahija)
Nahija Hama (ar. ناحية مركز حماة)  je sirijska nahija u okrugu Hama u pokrajini Hama. Po popisu iz 2004. (prije rata), nahija je imala 467.254 stanovnika. Administrativno sjedište je u gradu Hama, koji je ujedno sjedište okruga i pokrajine.